# Cumbria Motors
Cumbria Motors war ein britischer Automobilhersteller in Cockermouth (Cumberland). Nur 1914 wurden dort Cyclecars und Leichtautomobile gefertigt.
Der Cumbria 8/10 hp war ein Cyclecar mit V2-Motor. Es gab ihn in den (sehr ähnlichen) Versionen 964 cm³ oder 995 cm³. Der Radstand betrug 2.286 mm.
Daneben gab es den etwas größeren Cumbria 10/12 hp mit Reihenvierzylindermotor. Dieser hatte 1110 cm³ Hubraum und der Radstand betrug 2438 mm.
Der Erste Weltkrieg beendete die Fertigung.

## Modelle
| Modell   | Bauzeitraum | Zylinder | Hubraum     | Radstand |
| -------- | ----------- | -------- | ----------- | -------- |
| 8/10 hp  | 1914        | 2 V      | 964–995 cm³ | 2286 mm  |
| 10/12 hp | 1914        | 4 Reihe  | 1110 cm³    | 2438 mm  |